# Discografia di Avicii
Questa pagina contiene la discografia di Avicii.

## Album
LP
- 2013 - True
- 2015 - Stories
- 2019 - TIM (postumo)

EP
- 2014 - The Days/Nights EP
- 2015 - Pure Grinding For A Better Day EP[1]
- 2017 - Avīci (01)

Raccolte
- 2025 – Avicii Forever (postumo)

Mixtape
- 2011 - Avicii presents Strictly Miami

## Collaborazioni
| Brano                             | Anno | Album                                                         | Artista              |
| --------------------------------- | ---- | ------------------------------------------------------------- | -------------------- |
| Collide                           | 2011 | Glassheart                                                    | Leona Lewis          |
| Sunshine                          | 2011 | Nothing but the Beat                                          | David Guetta         |
| Divine Sorrow                     | 2014 |                                                               | Wyclef Jean          |
| Dar Um Jeito (We Will Find A Way) | 2014 | One Love, One Rhythm – The 2014 FIFA World Cup Official Album | Santana, Wyclef Jean |
| Back Where I Belong               | 2016 |                                                               | Otto Knows           |
| Forever Yours                     | 2020 |                                                               | Kygo, Sandro Cavazza |

## Raccolta brani
Tracce 
| N° | Anno | Titolo                                        | Featured Artist                                  |
| -- | ---- | --------------------------------------------- | ------------------------------------------------ |
| 1  | 2008 | Sound Of Now                                  | /                                                |
| 2  | 2009 | Record Breaker                                | w/ Philgood                                      |
| 3  | 2009 | Muja                                          | /                                                |
| 4  | 2009 | Ryu - Strutnut                                | /                                                |
| 5  | 2009 | So Excited                                    | /                                                |
| 6  | 2009 | Alcoholic (con lo pseudonimo di Tim Berg)     | /                                                |
| 7  | 2009 | Break Da Floor                                | w/ DJ Ralph                                      |
| 8  | 2010 | My Feelings for You                           | w/ Sebastien Drums                               |
| 9  | 2010 | Insomnia (con lo pseudonimo di Tom Hangs)     | w/ Starkillers, Pimp Rockers & Marco Machiavelli |
| 10 | 2010 | Bom                                           | /                                                |
| 11 | 2010 | Seek Bromance (con lo pseudonimo di Tim Berg) | feat. Amanda Wilson                              |
| 12 | 2010 | Malo                                          | /                                                |
| 13 | 2011 | Tweet It (con lo pseudonimo di Tim Berg)      | w/ Norman Doray & Sebastien Drums                |
| 14 | 2011 | Street Dancer                                 | /                                                |
| 15 | 2011 | F**k the Music                                | /                                                |
| 16 | 2011 | Snus                                          | w/ Sebastien Drums                               |
| 17 | 2011 | iTrack (con lo pseudonimo di Tim Berg)        | w/ Oliver Ingrosso & Otto Knows                  |
| 18 | 2011 | Sweet Dreams                                  |                                                  |
| 19 | 2011 | Jailbait                                      | /                                                |
| 20 | 2011 | Fade into Darkness                            | feat. Andreas Moe                                |
| 21 | 2011 | Sunshine                                      | w/ David Guetta                                  |
| 22 | 2011 | Levels                                        | feat. Etta James                                 |
| 23 | 2011 | Blessed (con lo pseudonimo di Tom Hangs)      | feat. Shermanology                               |
| 24 | 2011 | Level Two - UMF                               | /                                                |
| 25 | 2011 | Nothing Without You                           | Adele                                            |
| 26 | 2011 | Before This Night Is Through                  | /                                                |
| 27 | 2012 | Silhouettes                                   | feat. Salem Al Fakir                             |
| 28 | 2012 | Last Dance                                    | /                                                |
| 29 | 2012 | Superlove                                     | feat. Lenny Kravitz                              |
| 30 | 2012 | Dancing In My Head                            | feat. Eric Turner                                |
| 31 | 2012 | Stay With You                                 | feat. Mike Posner                                |
| 32 | 2012 | I Could Be the One                            | w/ Nicky Romero & Noonie Bao                     |
| 33 | 2012 | Two Million                                   | /                                                |
| 34 | 2013 | Three Million - Your Love Is So Amazing       | feat. Negin                                      |
| 35 | 2013 | X You                                         | /                                                |
| 36 | 2013 | We Write The Story                            | feat. B&B                                        |
| 37 | 2013 | Dear Boy                                      | feat. Mø#                                        |
| 38 | 2013 | Addicted to You                               | feat. Audra Mae#                                 |
| 39 | 2013 | You Make Me                                   | feat. Salem Al Fakir#                            |
| 40 | 2013 | Wake Me Up                                    | feat. Aloe Blacc#                                |
| 41 | 2013 | Hope There's Someone                          | feat. Linnea Henriksson#                         |
| 42 | 2013 | Hey Brother                                   | feat. Dan Tyminski#                              |
| 43 | 2013 | Shame On Me                                   | feat. Sterling Fox & Audra Mae                   |
| 44 | 2013 | Lay Me Down                                   | feat. Adam Lambert#                              |
| 45 | 2013 | Heart Upon My Sleeve                          | feat. Dan Reynolds#                              |
| 46 | 2013 | Liar Liar                                     | feat. Blondfire & Aloe Blacc                     |
| 47 | 2013 | Long Road To Hell                             | feat. Audra Mae (iTunes Bonus Track)             |
| 48 | 2013 | EDOM                                          | (iTunes Bonus Track)                             |
| 49 | 2013 | Canyons                                       | (Spotify Bonus Track)                            |
| 50 | 2013 | Always on the run                             | feat. Noonie Bao                                 |
| 51 | 2013 | All You Need Is Love                          | (Spotify Bonus Track)                            |
| 52 | 2013 | Speed (Burn & Lotus F1 Team Mix)              | /                                                |
| 53 | 2014 | The Days                                      | feat. Robbie Williams                            |
| 54 | 2014 | The Nights                                    | feat. Nicholas Furlong                           |
| 55 | 2015 | Feeling Good                                  | feat. Audra Mae                                  |
| 56 | 2015 | Waiting For Love                              | feat. Simon Aldred                               |
| 57 | 2015 | For A Better Day                              | feat. Alex Ebert                                 |
| 58 | 2015 | Pure Grinding                                 | feat. Kristoffer Fogelmark & Earl St. Clair      |
| 59 | 2015 | Broken Arrows                                 | feat. Zac Brown Band                             |
| 60 | 2015 | Ten More Days                                 | feat. Zak Abel                                   |
| 61 | 2015 | Gonna Love Ya                                 | feat. Sandro Cavazza                             |
| 62 | 2017 | Friends Of Mine                               | feat. Vargas & Lagola                            |
| 63 | 2017 | Lonely Together                               | feat. Rita Ora                                   |
| 64 | 2017 | You Be Love                                   | feat. Billy Raffoul                              |
| 65 | 2017 | Without You                                   | feat. Sandro Cavazza                             |
| 66 | 2017 | What Would I Change It To                     | feat. Aluna George                               |
| 67 | 2019 | Peace Of Mind                                 | feat. Vargas & Lagola                            |
| 68 | 2019 | Heaven                                        | /                                                |
| 69 | 2019 | SOS                                           | feat. Aloe Blacc                                 |
| 70 | 2019 | Tough Love                                    | feat. Agnes, Vargas & Lagola                     |
| 71 | 2019 | Bad Reputation                                | feat. Joe Janiak                                 |
| 72 | 2019 | Ain't A Thing                                 | feat. Bonn                                       |
| 73 | 2019 | Hold The Line                                 | feat. A R I Z O N A                              |
| 74 | 2019 | Freak                                         | feat. Bonn                                       |
| 75 | 2019 | Excuse Me Mr Sir                              | feat. Vargas & Lagola                            |
| 76 | 2019 | Heart Upon My Sleeve                          | feat. Imagine Dragons                            |
| 77 | 2019 | Never Leave Me                                | feat. Joe Janiak                                 |
| 78 | 2019 | Fades Away                                    | feat. Noonie Bao                                 |
| 79 | 2025 | Forever Yours (Tim's 2016 Ibiza Version)      | feat. Sandro Cavazza                             |

i brani contrassegnati con il "#" appartengono all'album True pubblicato il 17 settembre 2013.
Remix
- 2008 - Young Rebels & Francesco Diaz - When I'm Thinking Of You (Avicii vs Philgood Remix)
- 2008 - Roman Salzger - Solaris (Avicii Greets Joia Mix)
- 2008 - Sebastien Benett - Dancin' (Avicii Remix)
- 2008 - Roger Sanchez feat. Terri B. - Bang That Box (Avicii vs Philgood Bang That Vocal Mix)
- 2008 - Roger Sanchez feat. Terri B. - Bang That Box (Avicii vs Philgood Bang That Dub)
- 2008 - DJ Ralph - Born To Rave (Avicii vs Philgood Born To Do It Remix)
- 2009 - Erick Morrillo, Jose Nunez & Richard Grey - Life Goes On (Avicii vs Philgood Remix)
- 2009 - D.O.N.S. feat. Terri B. - You Used To Hold Me (Avicii Remember Remix)
- 2009 - Mic Newman - Whatever Kind (Avicii Remix)
- 2009 - Abigail Bailey, Sandro Monte & Albin Myers - Somewhere (Avicii Remix)
- 2009 - Dim Chris & Sebastien Drums feat. Polina - Sometimes I Feel (Avicii's Out of Miami Mix)
- 2009 - Dirty South feat. Rudy - We Are (Avicii Remix)
- 2009 - Austin Leeds & Nick Terranova feat. Teacha - Music Around The World (Avicii Remix)
- 2009 - Sebastien Benett - Star Airlines (Avicii Remix)
- 2009 - Solu Music (feat. Kimblee) - Fade (Avicii Remix)
- 2009 - Greg Cerrone - Lipstick (Avicii Remix)
- 2009 - Zoo Brazil - Tear The Club Up (Avicii vs Philgood Two Angry Mix)
- 2009 - MYNC vs Harry "Choo Choo" Romero & Jose Nunez - Boogers (Avicii's Dumb Dumb Remix)
- 2009 - The Cut - Better Days (Avicii Remix)
- 2009 - EDX - Shy Shy (Avicii Remix)
- 2009 - Mr. Timothy feat. Inaya Day - Got 2 Get Up (Avicii Remix)
- 2009 - Kid Massive feat. Elliotte Williams N'Dure - Touch Me (In The Morning) (Avicii's Massive Mix)
- 2009 - Viani DJ, Veerus & Maxie Devine feat. Janice Robinson - Dreamer 2009 (Avicii Dream on Rmx)
- 2009 - Alex Gaudino & Nari & Milani feat. Capricorn - The Drums (Aviciis Mouthful Remix)
- 2009 - Bob Sinclar feat. Vybrate, Queen Ifrica & Makedah - New New New (Avicii Remix)
- 2009 - David Guetta feat. Estelle - One Love (Avicii Remix)
- 2009 - Austin Leeds feat. Jeremy Carr - In The Air (Avicii Remix)
- 2010 - The Good Guys feat. Tesz Millan - Spotlight (Avicii Rising Star Mix)
- 2010 - Little Boots - Remedy (Avicii Club Mix) [ Masterized 2020]
- 2010 - Toni Braxton - Make My Heart (Avicii's replacer remix)
- 2010 - Etienne Ozborne & Austin Leeds - Do It With Me (Avicii remix)
- 2010 - Rhythm Masters, MYNC, Wynter Gordon - I Feel Love (Avicii's Forgotten Remix)
- 2010 - Austin Leeds & Etienne Osbourne feat. Steve Bertrand - Do It With Me (Avicii vs Philgood Remix)
- 2010 - Jason Rooney - Stop The Rock (Avicii's Showstopping Remix)
- 2010 - Junior Caldera feat. Sophie Ellis-Bextor - Can't Fight This Feeling (Avicii Universe Mix)
- 2010 - Dada Life - Cookies With A Smile (Avicii Remix)
- 2010 - David Guetta & Chris Willis feat. Fergie & LMFAO - Gettin' Over You (Avicii Vocal Remix)
- 2010 - David Guetta & Chris Willis feat. Fergie & LMFAO - Gettin' Over You (Avicii Dub Remix)
- 2010 - MYNC & Rhythm Masters feat. Wynter Gordon - I Feel Love (Avicii's Forgotten Remix)
- 2010 - Maurizio Gubellini feat. Mia Crispin - Getting Personal (Avicii's Italectronic Remix)
- 2010 - Jovicii feat. Andy P - Don't Hold Back (John Dahlbäck & Avicii Original Mix)
- 2010 - Robyn - Hang With Me (Avicii's Exclusive Club Mix)
- 2010 - Tiësto - Escape Me (Avicii's Remix At Night)
- 2010 - Paul Thomas & Sonny Wharton - Painted Faces (Avicii Remix)
- 2010 - Nadia Ali - Rapture (Avicii New Generation Mix)
- 2011 - Armin van Buuren feat. Laura V - Drowning (Avicii Remix)
- 2011 - Adrian Lux - Can't Sleep (Avicii vs Philgood Remix)
- 2012 - Madonna vs Avicii - Girl Gone Wild (Avicii Remix)
- 2012 - Avicii vs Lenny Kravitz - Superlove (Avicii's Space Mix)
- 2012 - Eric Turner vs Avicii - Dancing In My Head (Avicii's Been Cursed Mix)
- 2013 - Major Lazer feat. Amber Coffman - Get Free (Avicii Bootie Edit)
- 2013 - Syn Cole - Miami 82 (Avicii Edit)
- 2014 - Derezzed (From "Tron: Legacy") (Avicii "So Amazing" Mix)
- 2014 - Avicii - Wake Me Up (Avicii by Avicii)
- 2014 - Avicii - You Make Me (Avicii by Avicii)
- 2014 - Avicii - Hey Brother (Avicii by Avicii)
- 2014 - Avicii - Addicted to You (Avicii by Avicii)
- 2014 - Avicii - Dear Boy (Avicii by Avicii)
- 2014 - Avicii - Liar Liar (Avicii by Avicii)
- 2014 - Avicii - Shame On Me (Avicii by Avicii)
- 2014 - Avicii - Lay Me Down (Avicii by Avicii)
- 2014 - Avicii - Hope There's Someone (Avicii by Avicii)
- 2015 - Avicii - The Nights (Avicii by Avicii)
- 2015 - Faithless - Insomnia 2.0 (Avicii Remix)
- 2016 - Morten - Beautiful Heartbeat (Avicii Remix)
- 2016 - Conrad Sewell - Taste the Feeling (Avicii vs. Conrad Sewell)
- 2017 - Sandro Cavazza - So much Better (Avicii Remix)

 Bootleg 
- 2011 - Dave Armstrong & Redroche - Make Your Move (Avicii Bootleg)
- 2011 - Kings Of Tomorrow feat Julie McKnight - Finally (Avicii Bootleg) Unreleased
- 2011 - Avicii Vs Florence and the Machine - Sunshine Spectrum (Avicii Bootleg)

1. ↑   open.spotify.com,  https://open.spotify.com/user/armion/playlist/4o10Ic0Q8L9aCYKTMdoMoC.